# James Hardy (aviron)
Pour les articles homonymes, voir James Hardy et Hardy.
James Hardy, né le 15 janvier 1923 à San Francisco et mort le 20 septembre 1986, est un rameur d'aviron américain.

## Carrière
James Hardy participe aux Jeux olympiques de 1948 à Londres et remporte la médaille d'or en huit, avec Ian Turner, David Turner, Ralph Purchase, George Ahlgren, Lloyd Butler, David Brown, Justus Smith et John Stack.